# Graciano Nepomuceno
Graciano Nepomuceno (Manilla, 18 december 1881 – 30 december, 1974) was een Filipijns beeldhouwer en houtsnijder.

## Biografie
Nepomuceno werd geboren op 18 december 1881 in Binondo, een wijk in de Filipijnse hoofdstad Manilla. Hij was het jongste kind van vijf kinderen van Tomas Nepomuceno en Luisa Francisco. Over zijn opleiding is niet veel bekend. Wel is bekend dat hij enige tijd tekenles kreeg van Regino Garcia aan de University of Santo Tomas. Vanaf 1896 werkte Nepomuceno twee of drie jaar als leerling bij de bekende houtsnijder Ciriaco Arevalo. Nadien werkte hij vijf of zes jaar in de werkplaats van Manuel Flores. Daarna enige tijd bij Crispulo Hocson en daarna bij Domingo Teotico. In 1912 begon Nepomuceno zijn eigen werkplaats in zijn huis aan Calle Diaz. Later werkte hij vanuit andere locaties. Uiteindelijk opende hij zijn eigen atelier aan Calle Evangelista.
Nepomuceno was een van de eerste Filipijnse beeldhouwers die ook beelden van seculiere onderwerpen produceerde. Hij maakte onder meer de reliëfs voor het plafond van Malacañang Palace en voor de façade van het Metropolitan Theater. Ook maakte hij diverse beelden van de Filipijnse nationale held Jose Rizal. Meestal gemaakt van beton, maar ook wel van marmer en brons. Religieuze werken van zijn hand waren het beeld van de heilige Franciscus van Assisi voor in Quiapo Church en een reliëf houtsnijwerk gebaseerd op het Laatste Avondmaal van Leonardo da Vinci. Voor zijn werk werd hij onderscheiden met een Republic Cultural Heritage Award (1963) en een Patnubay ng Kalinangan van de stad Manilla.
Nepomuceno overleed in 1974 op 93-jarige leeftijd. Hij was getrouwd met Rosa Guevarra en kreeg met haar negen kinderen.